# فهرست شخصیت‌های سرخوشی
سرخوشی یک مجموعه تلویزیونی آمریکایی درام برای گروه سنی نوجوانان است که به‌دست سام لوینسون ساخته‌شده و دربارهٔ گروهی از دانش‌آموزان دبیرستانی ناکارآمد در دبیرستان ایست هایلند می‌باشد. این سریال برای نخستین‌بار در تاریخ ۱۶ ژوئن ۲۰۱۹ در رسانه اچ‌بی‌او (ایالات متحده) پخش شد.

## حضورها
کلید
  بازیگر اصلی (معتبر)
  بازیگر دوره‌ای (۳ قسمت یا بیشتر)
  بازیگر مهمان (۱–۲ قسمت)
| بازیگر            | شخصیت‌ها              | فصل‌ها           | فصل‌ها           | فصل‌ها           | فصل‌ها           |
| بازیگر            | شخصیت‌ها              | ۱               | م               | ۲               | ۳               |
| شخصیت‌های اصلی     | شخصیت‌های اصلی        | شخصیت‌های اصلی   | شخصیت‌های اصلی   | شخصیت‌های اصلی   | شخصیت‌های اصلی   |
| ----------------- | -------------------- | --------------- | --------------- | --------------- | --------------- |
| زندایا            | رو بنت               | اصلی            | اصلی            | اصلی            | اصلی            |
| مود آپاتو         | لکسی هاوارد          | اصلی            | Does not appear | اصلی            | اصلی            |
| انگوس کلود        | فزکو                 | اصلی            | Does not appear | اصلی            | اصلی            |
| اریک دین          | کال جیکوبز           | اصلی            | Does not appear | اصلی            | اصلی            |
| الکسا دمی         | مدی پرز              | اصلی            | Does not appear | اصلی            | اصلی            |
| جیکوب الوردی      | نیت جیکوبز           | اصلی            | اصلی            | اصلی            | اصلی            |
| باربی فریرا       | کت هرناندز           | اصلی            | Does not appear | اصلی            | اصلی            |
| نیکا کینگ         | لزلی بنت             | اصلی            | Does not appear | اصلی            | اصلی            |
| استورم رید        | جیا بنت              | اصلی            | Does not appear | اصلی            | اصلی            |
| هانتر شیفر        | ژولز وان             | اصلی            | اصلی            | اصلی            | اصلی            |
| سیدنی سوئینی      | کیسی هاوارد          | اصلی            | Does not appear | اصلی            | اصلی            |
| آلجی اسمیت        | کریس مک‌کی            | اصلی            | Does not appear | اصلی            | ن/م             |
| کولمن دومینگو     | علی محمد             | تکرارکننده      | اصلی            | دوره‌ای          | ن/م             |
| جیوون والتون      | اشتری                | دوره‌ای          | Does not appear | اصلی            | Does not appear |
| آستین آبرامز      | ایتان دیلی           | دوره‌ای          | Does not appear | اصلی            | اصلی            |
| دومینیک فیک       | الیوت                | Does not appear | Does not appear | اصلی            | اصلی            |
| شخصیت‌های دوره‌ای   |                      |                 |                 |                 |                 |
| آلانا اوباک       | سوز هاوارد           | دوره‌ای          | Does not appear | دوره‌ای          | ن/م             |
| لوکاس گیج         | تایلر کلارکسون       | دوره‌ای          | Does not appear | Does not appear | Does not appear |
| جان آلس           | دیوید وان            | دوره‌ای          | مهمان           | مهمان           | ن/م             |
| کیان جانسون       | دنیل دیمارکو         | دوره‌ای          | Does not appear | Does not appear | Does not appear |
| پائولا مارشال     | مارشا جیکوبز         | دوره‌ای          | Does not appear | دوره‌ای          | ن/م             |
| زک استاینر        | آرون جیکوبز          | دوره‌ای          | Does not appear | دوره‌ای          | ن/م             |
| مرسدس کولون       | مادر کت              | دوره‌ای          | Does not appear | Does not appear | Does not appear |
| تایلر چیس         | کاستر                | دوره‌ای          | Does not appear | دوره‌ای          | Does not appear |
| تایلر تیمونز      | تروی مک‌کی            | دوره‌ای          | Does not appear | Does not appear | Does not appear |
| تریستان تیمونز    | روی مک‌کی             | دوره‌ای          | Does not appear | Does not appear | Does not appear |
| سوفیا رز ویلسون   | باربارا «بی‌بی» بروکز | دوره‌ای          | Does not appear | دوره‌ای          | ن/م             |
| بروس وکسلر        | رابرت بنت            | دوره‌ای          | Does not appear | مهمان           | Does not appear |
| میکو              | موس                  | دوره‌ای          | Does not appear | مهمان           | Does not appear |
| مارشا گمبلز       | خانم مارشا           | دوره‌ای          | مهمان           | مهمان           | Does not appear |
| نیک بلود          | گاس هاوارد           | مهمان           | Does not appear | دوره‌ای          | Does not appear |
| پل جیمز           | امی وان              | مهمان           | مهمان           | Does not appear | Does not appear |
| مارتا کلی         | لوری                 | Does not appear | Does not appear | دوره‌ای          | Does not appear |
| مینکا کلی         | سامانتا              | Does not appear | Does not appear | دوره‌ای          | Does not appear |
| کلوئی چری         | فی                   | Does not appear | Does not appear | دوره‌ای          | Does not appear |
| ملوین «بونز» استس | بروس                 | Does not appear | Does not appear | دوره‌ای          | Does not appear |
| یوکان کلمنت       | تئو                  | Does not appear | Does not appear | دوره‌ای          | Does not appear |
| فرناندو بلو       | سباستین              | Does not appear | Does not appear | دوره‌ای          | Does not appear |
| ورونیکا تیلور     | بابی                 | Does not appear | Does not appear | دوره‌ای          | Does not appear |
| انسل پیرس         | کالب                 | Does not appear | Does not appear | دوره‌ای          | Does not appear |

## شخصیت‌های اصلی

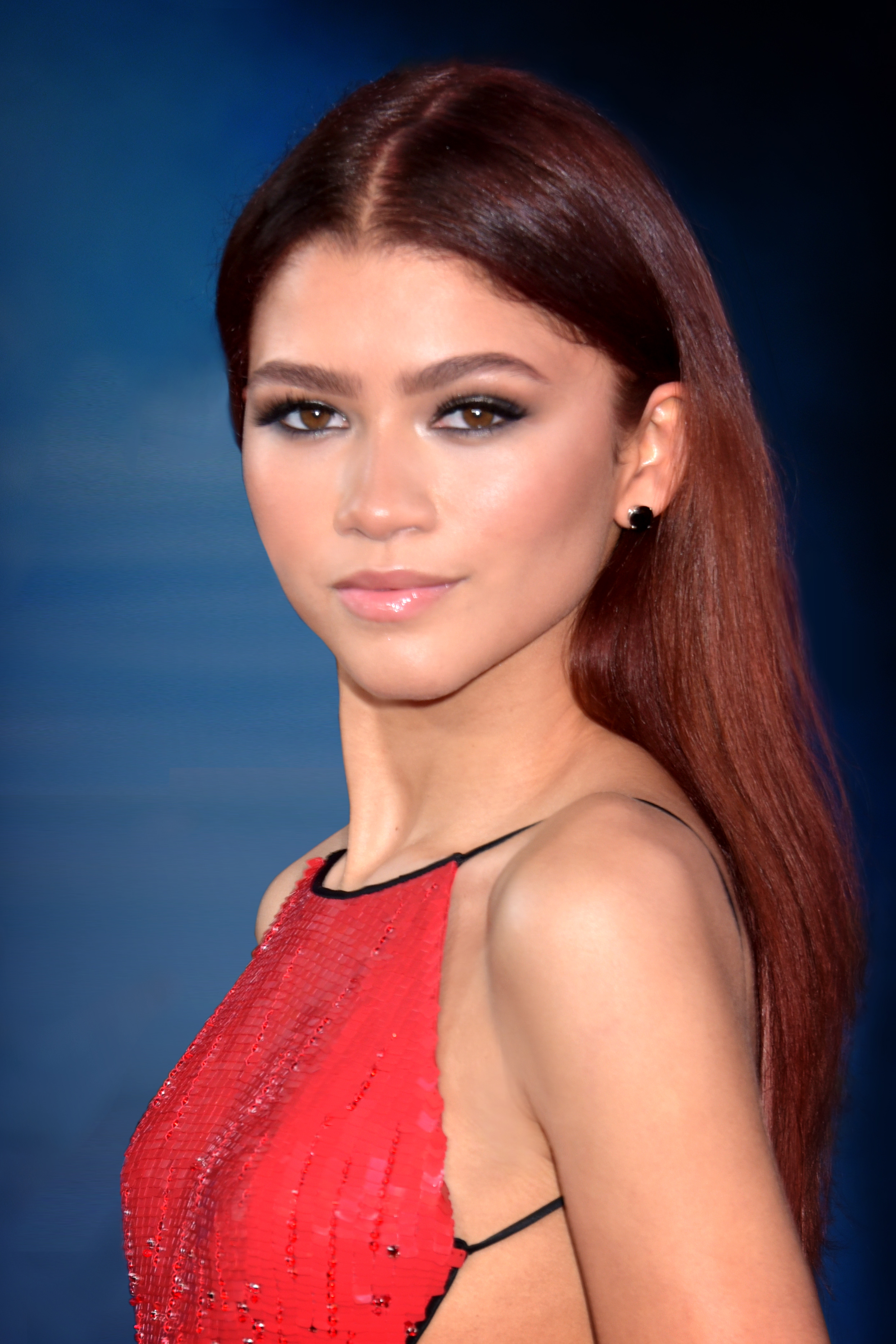
زندایا در نقش «رو» بازی می‌کند و همچنین به عنوان تهیه‌کنندهٔ اجرایی نیز فعالیت می‌کند.

### روبی «رو» بنت
- بازی‌شده به‌دست زندایا
  - جانیس لی آن براون (۴ ساله، «خلبان» و «و نمک زمین پشت سرت»)
  - مک کنا رای رابرتز (۱۰ ساله، «خلبان»)
  - آلیا کانلی (۱۳ ساله، «۰۳ بانی و کلاید»)
  - آلومیر گلس (۳ ساله، «مثل مرغ مگس‌خوار بی‌حرکت بایستید»)

رو زادهٔ ۱۴ سپتامبر ۲۰۰۱، یک نوجوان معتاد به مواد مخدر و درحال بهبودی است که تازه از دوره بازپروری خارج شده است و در تلاش برای یافتن جایگاه خود در جهان است. او به عنوان راوی سریال عمل می‌کند. وی با مادر و خواهرش زندگی می‌کند. پدرش قبل از آغاز سریال بر اثر سرطان درگذشت. او قبلاً با لکسی دوست صمیمی بود و او را از دوران پیش‌دبستانی می‌شناخت. داستان فصل نخست، عمدتاً حول رابطه رو با ژولز می‌چرخد.

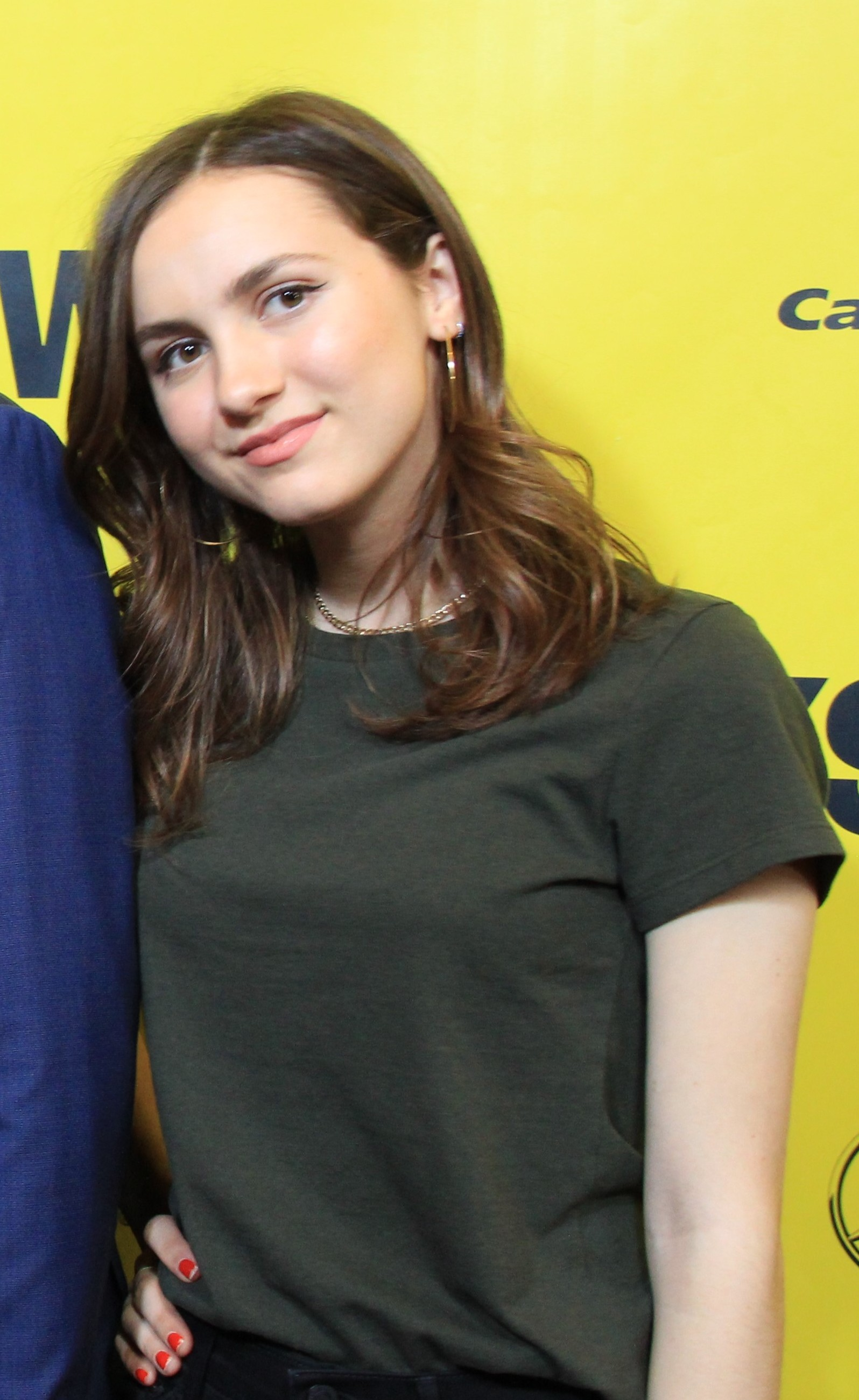
مود آپاتو در نقش لکسی بازی می‌کند. وی همچنین خواهر کیسی است.

### الکساندرا «لکسی» هاوارد
- بازی‌شده به‌دست مود آپاتو[۲]

لکسی در ۱۱ ژانویه ۲۰۰۲ به دنیا آمد. او بهترین دوست دوران کودکی «رو» و خواهر کوچکتر کیسی است. او بیشتر سال‌های نوجوانی خود را زیر سایهٔ خواهر بزرگترش می‌گذراند و همیشه احساس می‌کند که یک بیگانه و مشاهده‌کننده ی زندگی خود است.
او که مصمم است کارهای بیشتری انجام دهد و در نهایت در کانون توجه قرار بگیرد، نمایشنامه‌ای را در فصل ۲ بر اساس همه چیزهایی که در اطرافش اتفاق افتاده است می‌نویسد. در همان زمان، او پس از فهمیدن یک سازگاری غیرمنتظره با فزکو، مثل برخی علایق مشترک غیرمعمول (مانند فیلم کنار من بمان) در سال ۱۹۸۶، به فزکو نزدیک‌تر می‌شود.
لکسی اشاره می‌کند که مادرش (و مادر کیسی) یهودی است. (فصل ۲، قسمت ۱)

### فزکو
- بازی‌شده به‌دست انگوس کلود
  - میسون شی جویس (۱۰ ساله، «تلاش برای رسیدن به بهشت قبل از اینکه در را ببندند»)

فز یک فروشندهٔ مواد مخدر محلی است که رابطه نزدیکی با «رو» دارد. او توسط مادربزرگش که اکنون معلول است بزرگ شده است. وی با اشتری که او را شریک تجاری خود می‌داند زندگی می‌کند و با اینکه به نظر می‌رسد با هم نسبتی ندارند، مانند یک برادر با او رفتار می‌کند. او رابطه با لکسی را در فصل ۲ آغاز می‌کند.

### کال جیکوبز
- بازی‌شده به‌دست اریک دین
  - الیاس کاکاواس (۱۸ ساله، «نشخوارها: قلدرهای بزرگ و کوچک»)

کال پدر سخت‌گیر نیت است. او با مارشا که دوست‌دختر دبیرستانی‌اش بود ازدواج کرده و دارای سه فرزند هستند.

### مادلین «مدی» پرز
- بازی‌شده به‌دست الکسا دمی
  - کیلانی آرلانز (۱۱ ساله، «مجبورت کرد نگاه کنی»، «۰۳ بانی و کلاید» و «خارج از دسترس»)

مدی در ۳۱ ژانویه ۲۰۰۱ به دنیا آمد. او دوست‌دختر همیشگی نیت بوده است و بعداً دوست‌دختر سابق نیت محسوب می‌شود. او با کت و کیسی و همچنین بی‌بی بهترین دوست است.

### ناتانیل «نیت» جیکوبز
- بازی‌شده به‌دست جیکوب الوردی
  - گابریل گلوب (۱۱ ساله، «مثل پدرم بدحال»)

نیت یک ورزشکار دبیرستانی است که مسائل خشم مربوط به ناامنی جنسی خود را پنهان می‌کند. او در طول فصل ۱ با مدی رابطه دارد و در طول فصل ۲ رابطه مخفیانه‌ای با کیسی برقرار می‌کند.

### کاترین «کت» هرناندز
- بازی‌شده به‌دست باربی فریرا
  - یوهانا کولون (۱۱ ساله، «مجبورت کرد نگاه کنی»)

کت در ۱۵ آگوست ۲۰۰۱ به دنیا آمد. او دختری است که برای مثبت‌نگری به بدن می‌جنگد درحالی که به تمایلات جنسی خود هم پاسخ می‌دهد. او یک دختر نوجوان بزرگ اندام با موهای بلند، پوست عاج و چشمان قهوه‌ای تیره است. در ابتدای فصل نخست، او عینک گربه‌ای می‌پوشد و لباس‌های روزمره‌اش اغلب از پیراهن‌ها، تاپ‌ها و لباس‌های معمولی تشکیل شده‌اند و آرایش مینی‌مالیستی را ترجیح می‌دهد.

### لزلی بنت
- بازی‌شده به‌دست نیکا کینگ
  - مالیا بارنهارت (۱۴ ساله، «هزار درخت کوچک خون»)

لزلی مادر «رو» و جیا است. لزلی پس از از دست دادن شوهرش به تنهایی از فرزندانش مراقبت می‌کند.

### جورجیا «جیا» بنت
- بازی‌شده به‌دست استورم رید
  - هایلا راین فونتنوت (۷ ساله، «خلبان»)
  - نیران هپبورن و اشتون هانسبرگر (بچگی جیا، «مثل مرغ مگس خوار بی‌حرکت بایستید»)

جیا خواهر کوچکتر «رو» است. تابستان پیش، جیا متوجه شد که «رو» به دلیل مصرف بیش از حد در حال استفراغ و خفگی است که درآخر به او آسیب وارد کرد.

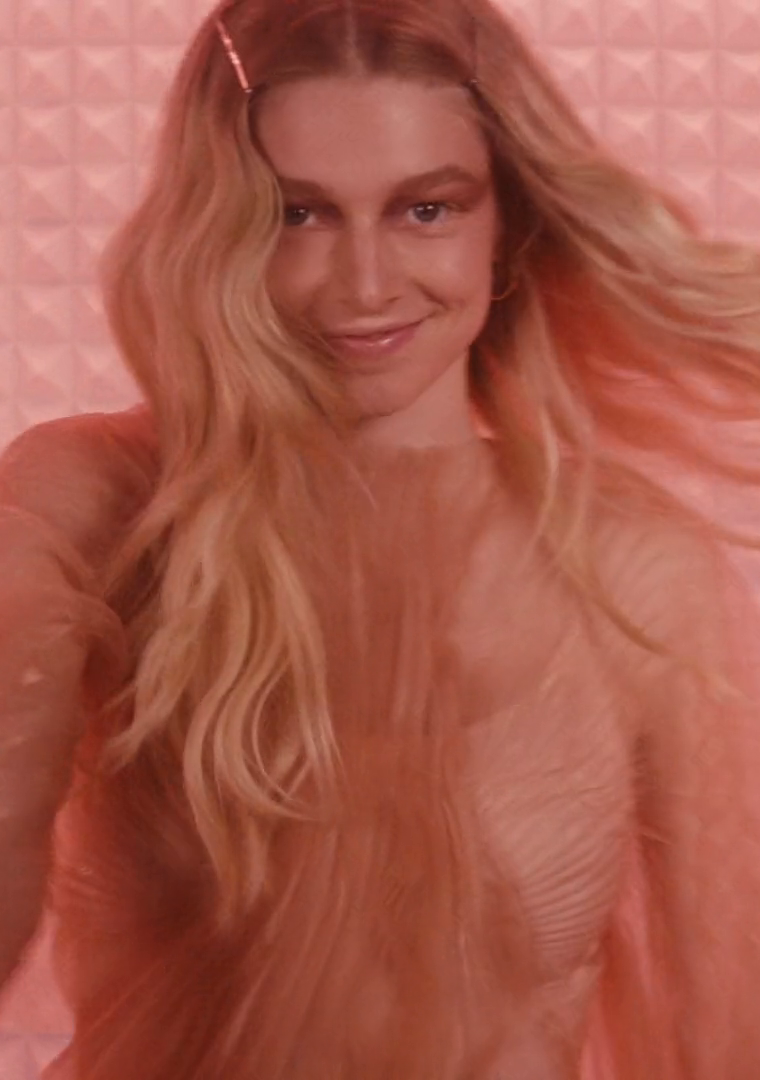
هانتر شیفر در نقش ژولز بازی می‌کند. علاقه‌مند به عشق ورزيدن به «رو».

### ژولز وان
- بازی‌شده به‌دست هانتر شیفر
  - کلارک فورلونگ (۱۱ ساله، «فیزیوتراپیست را تکان داد»)

ژولز در ۲۸ فوریهٔ ۲۰۰۲ به دنیا آمد. او یک دختر تراجنسیتی است که پس از نقل‌مکان به شهر، وارد یک رابطه آشفته با «رو» و همچنین دیگران می‌شود.

### کریستوفر «کریس» مک‌کی
- بازی‌شده به‌دست آلجی اسمیت[۴]
  - یوهانس و زکای بیاگاس بی (۱۱ ساله، "اپیزود پسین")

مک‌کی یک بازیکن جوان فوتبال و دوست‌پسر سابق کیسی است که برای هم‌رنگ شدن با دانشگاه با مشکل مواجه می‌شود.

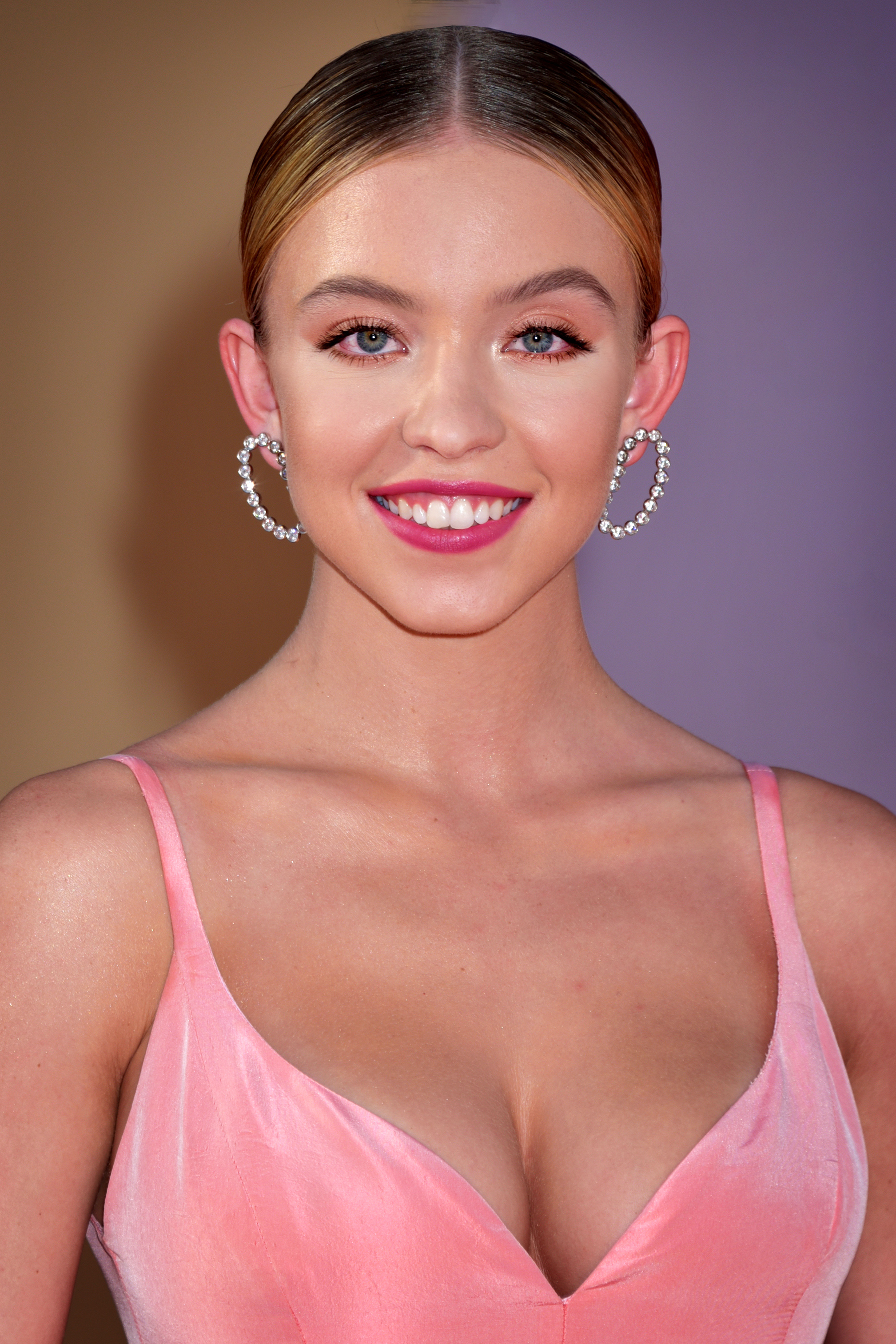
سیدنی سوئینی در نقش کیسی بازی می‌کند. وی همچنین خواهر لکسی است.

### کاساندرا «کیسی» هاوارد
- بازی‌شده به‌دست سیدنی سوئینی
  - کایرا آدلر (۱۱ ساله، «آزمایش‌ها و مصیبت‌های تلاش برای ادرار کردن در هنگام افسردگی»)

کیسی خواهر بزرگتر لکسی و دوست‌دختر سابق مک‌کی است. در ابتدا نیت با گذشته جنسی بدنام کیسی او را آزار می‌دهد. او بهترین دوست مدی است و با کت و بی‌بی دوست صمیمی است.
خواهرش لکسی اشاره می‌کند که مادر آنها یهودی است. (فصل ۲، قسمت ۱)

### علی
- بازی‌شده به‌دست کولمن دومینگو («مشکل همیشه دوام نمی‌آورد»؛ فصل ۱-۲ دوره‌ای)

علی مردی است که در حال بهبودی از اختلال سوءمصرف مواد است و اغلب در جلسات معتادان گمنام «رو» صحبت می‌کند و در نهایت اسپانسر او می‌شود.

### اشتری
- بازی‌شده به‌دست جیوون «وانا» والتون (فصل ۲؛ هم‌بازی فصل ۱)
  - دایلو جین والتون (۶ ساله، «تلاش برای رسیدن به بهشت قبل از اینکه در را ببندند»)

اشتری برادر کوچک فز و فروشنده مواد مخدر است. او یک شخصیت تکرارشونده در طول فصل ۱ است، اما در فصل ۲ تبدیل به شخصیت اصلی می‌شود. او پس از شلیک گلوله به سر توسط یکی از اعضای تیم گروه ویژه در جریان یورش پلیس به خانه‌ای که با فز مشترک است به نظر می رسد که کشته می‌شود.

### ایتان دیلی
- بازی‌شده به‌دست آستین آبرامز (فصل ۲؛ دوره‌ای در فصل ۱)

ایتان علاقه‌مند به عشق ورزيدن به کت است که بعداً دوست‌پسر او هم می‌شود.

### الیوت
- بازی‌شده به‌دست دومینیک فیک (فصل ۲)

الیوت دوست نو آشنای «رو» است.